# Thaiföld kultúrája
Thaiföld kultúrája, amelyet a buddhizmus és a hinduizmus befolyásolt, igen régi. Sok közös pontot mutat a szomszédos országokkal (Laosz, Kambodzsa és Burma). A kínai bevándorlók beáramlása szintén nagy hatással volt.

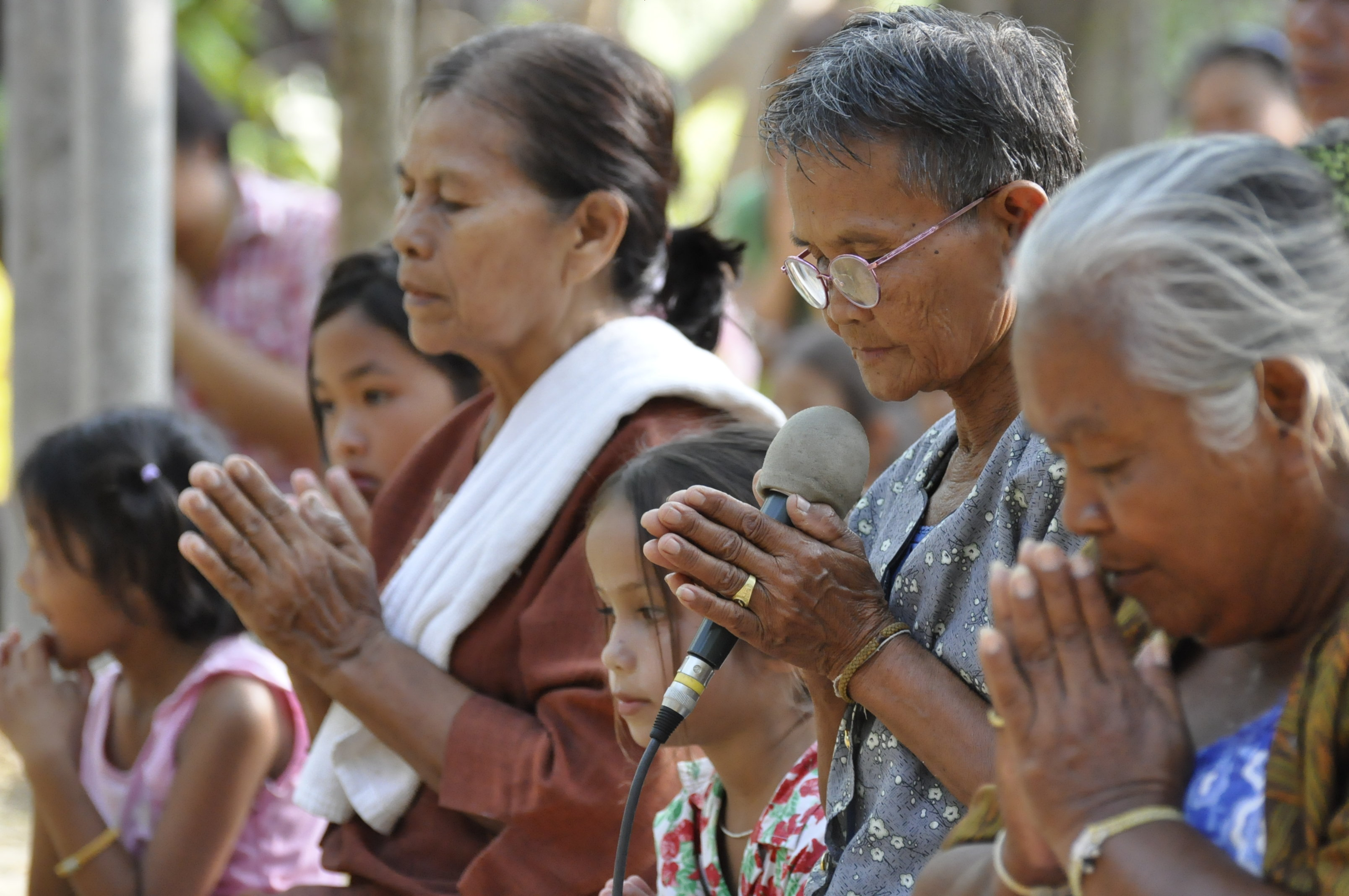
A kéz összetevése (wai) kifejezhet üdvözletet, köszönetet, tiszteletadást, imát. A thai emberek alázatát és udvariasságát mutatja

## Oktatási rendszer
A thaiföldi iskolarendszer első hat éve elemi szinten folyik (prátom) hatéves kortól, majd ezt követi hat évnyi másodfokú (matajom), majd harmadfokú iskola (udom). Legtöbbször viszont kilenc évnél kevesebb az iskolában eltöltött átlagidő.
Thaiföld egyetemei közül kettő, a Thammasat és a Chulalongkorn, Ázsia legjobb egyetemei közé tartozik.

## Kulturális intézmények

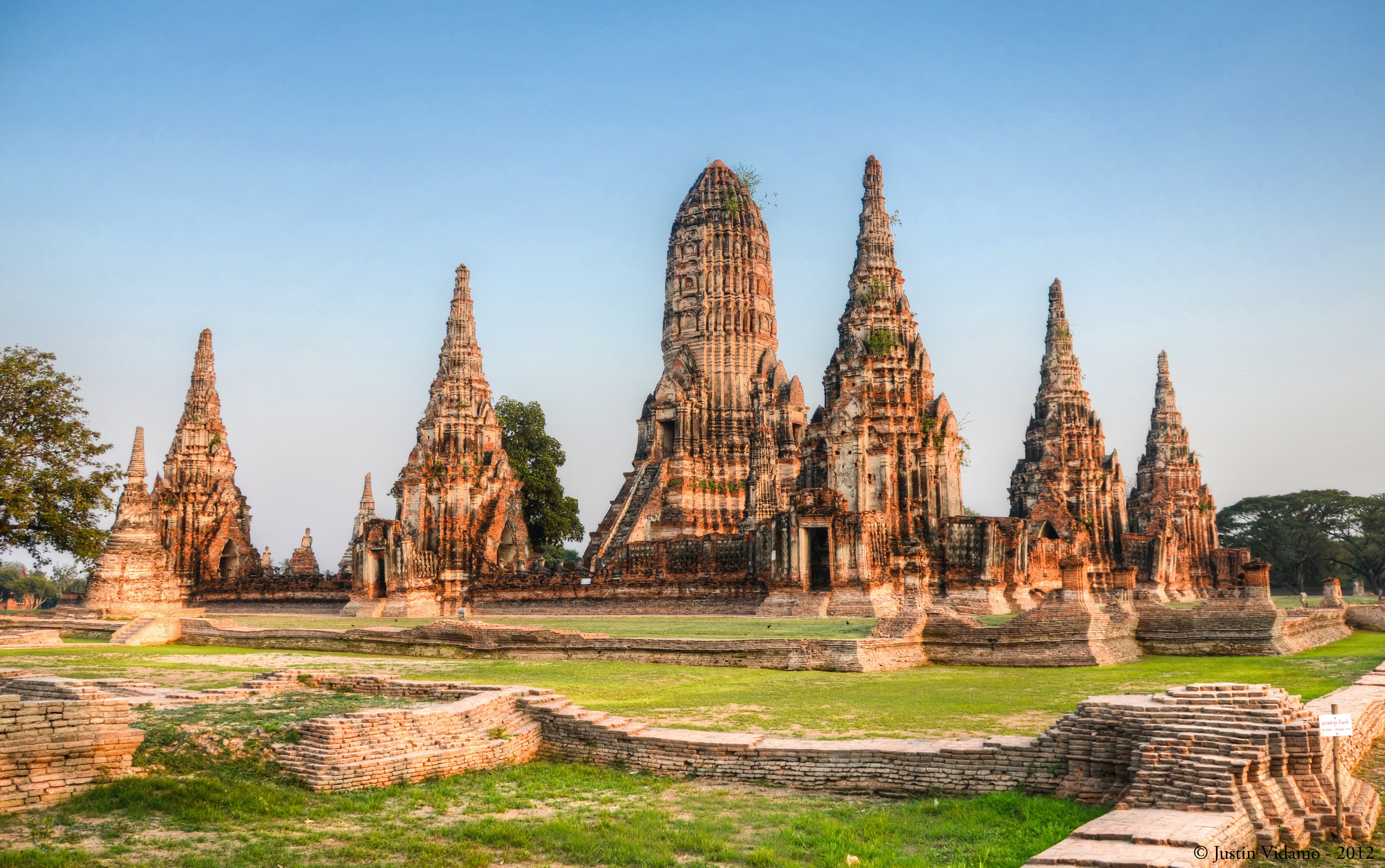
Ajutthaja romjai, Wat Csaiwatthanaram

### Kulturális világörökség
Az UNESCO a kulturális világörökség listájára az alábbi thaiföldi helyszíneket vette fel:
- Szukhothaj történelmi városa és a csatlakozó történelmi települések;
- Ajutthaja történelmi városa és a csatlakozó történelmi települések;
- Bancsiang régészeti lelőhelye.

## Művészetek
Az 1. és a 7. század között a thai buddhista művészetre az indiai kereskedők valamint a mon királyság terjeszkedése voltak nagy hatással. Így jött létre a Gupta Birodalom hagyományaiból származó hindu és buddhista ötvözet. Ebben a virtuóz stílusban készültek hatalmas méretű műtárgyak a régióban.
A 9. század után a thai művészetre jelentős hatást gyakorolt északon a kambodzsai khmer művészet és délen a Srívidzsaja – mindkettő a mahájána buddhizmushoz tartozott. Ebben az időszakban a buddhista művészetet a tiszta kifejezés jellemzi, tárgya a mahájána bodhiszattvák panteonja. A 13. századtól Srí Lanka felől érkezett a théraváda buddhizmus. Ez egybeesik azzal az időszakkal, amikor a Szukhóthaj királyság megalakult. Az új buddhista irányzatban erősen stilizált műalkotások keletkeztek, amelyekben az alakok néha már absztrakt módon geometrikusak (háromszorosan ívelt, felhúzott szemöldök, hullámvonalú száj).
Az Ajutthaja királyság korában (14–18. század) Buddhát sokkal stílusosabban ábrázolták, pompásan, pazar ékszerekkel és díszekkel. Sok thai szobrot és templomot egészítettek ki berakásokkal, és a felületeket arannyal vonták be.

### Építészet
- Thai templomépítészet
- Vat (kolostortemplom)

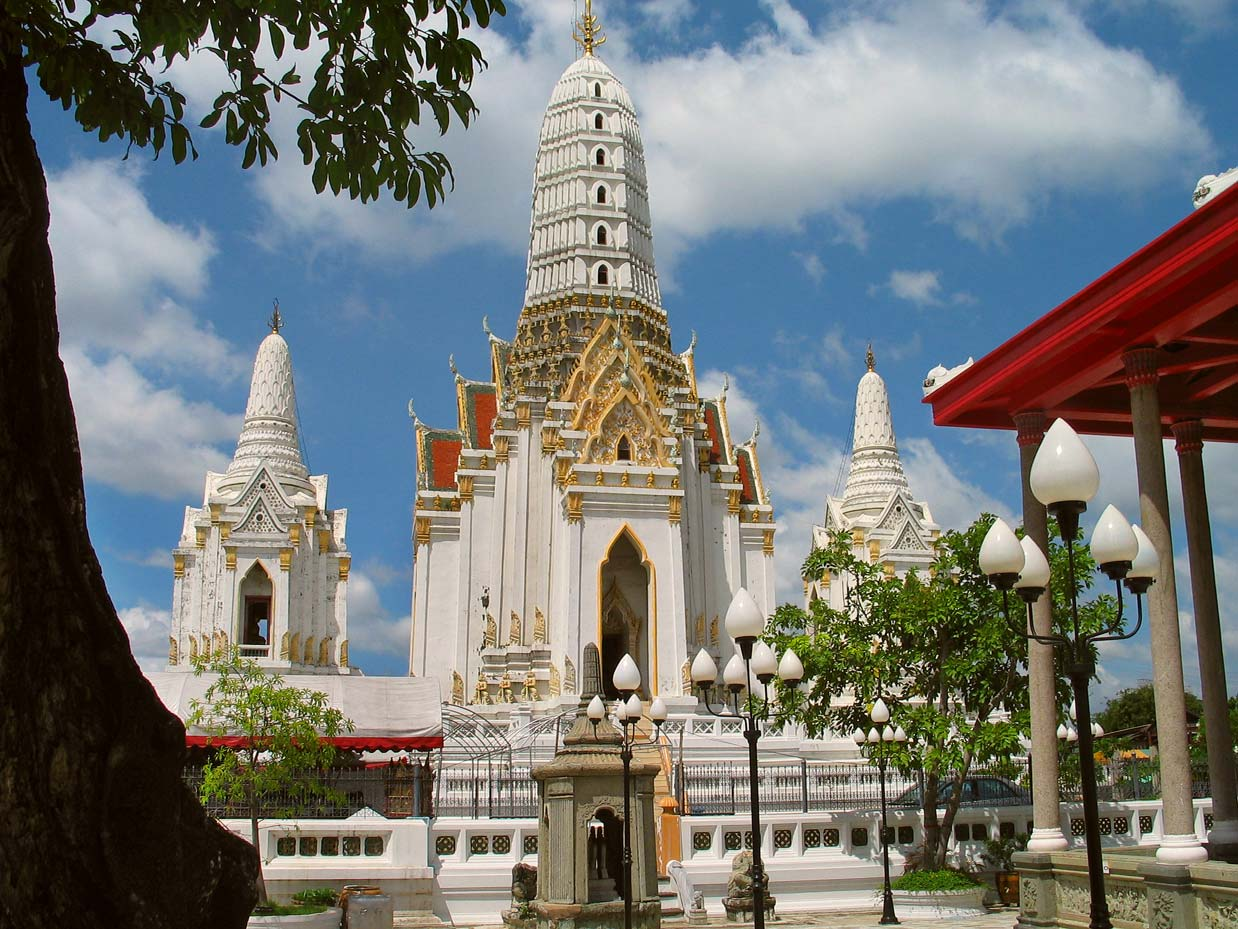
Buddhista templomkörzet, Phra Prang at Wat Pichay Yat, Thonburi, Bangkok

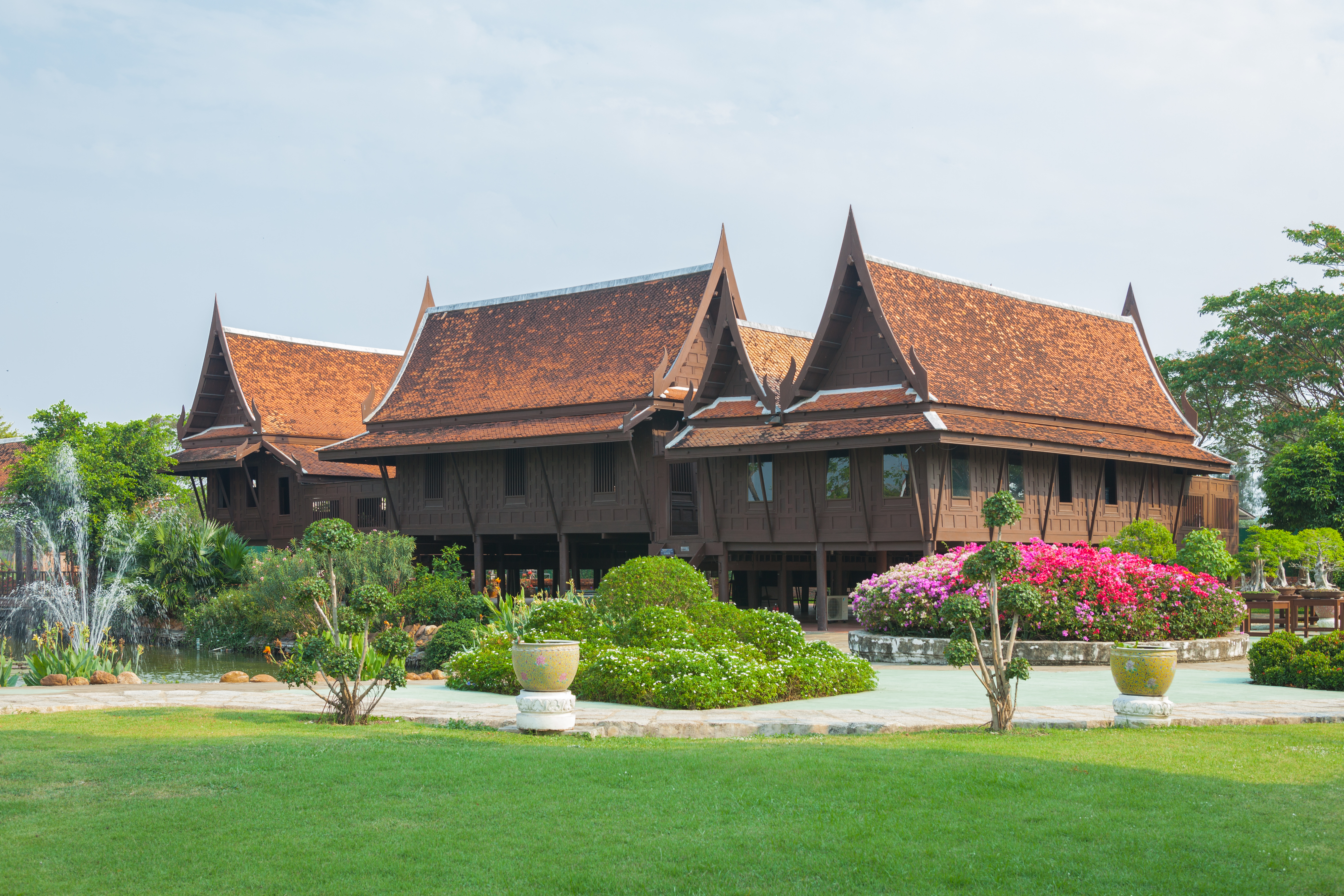
Hagyományos stílusban épült házak egy múzeum területén. A képpel ellentétben a hagyományos házaknak nem voltak üvegablakaik, itt a légkondicionálás miatt van.

Az ország kulturális örökségének nagy része, és tükrözi mind a thaiföldi éghajlatámak kihívásait, mind pedig a thaiok közösségérzetének és vallási meggyőződésének hagyományait. Számos szomszédos ország építészeti hagyományainak befolyásolása mellett szintén jelentős regionális különbségek fedezhetők fel a népi és vallási épületeiben.
A thaiföldi buddhista templomok "wat" néven ismertek. A wat-építészet Thaiföldön a történelem során sok változást tapasztalt. Bár az elrendezésben és a stílusban sok különbség van, mindegyik ugyanazokat az elveket követi.
A lakóépületek a templomi építészet hagyományait őrzik, bár természetesen nem olyan grandiózusak, mint a vallási építmények. Az ország különböző részein eltérő stílusok alakultak ki. A thaiföldi régiók házainak sajátos stílusa van, amely tükrözi az emberek életmódját, ideértve a társadalmi és a vallási szokásokat vagy kulturális meggyőződéseket és a foglalkozásokat.
A hagyományos, faszerkezetű, lábakon álló ház (เรือนไทย) alatti területet tárolásra, kézművességre, nappali pihenésre és néha állatok alvóhelyeként használták. A régi házakat a vadállatok, rovarok, kígyók stb. és a rendszeres áradások miatt építették gólyalábakra.
A hagyományos thai stílus a 20. század elején hanyatlásnak indult, amint a nyugati formák kezdték kiszorítani a helyi stílusokat vagy egyes esetekben keveredtek velük. Az utóbbi években hagyományos stílusban építettek fel több szállodát és lenyűgöző hatást értek el velük. Ilyen példa erre a bangkoki Szukhothai Hotel, melynek különlegessége a terjedelmes, sekély medence és egy sor kis nyerstégla csedi (chedi) az előcsarnokban.

### Szobrászat
A szobrászat legjellemzőbb alkotásai természetesen a különféle anyagokból és stílusokban megformázott Buddha-szobrok. A nyolc leggyakoribb ábrázolás ülő, fekvő vagy álló pozícióban jeleníti meg a buddhizmus mesterét. A szent szövegek a hét napjaihoz is hozzárendelnek egy pózt, így a hívők általában annál a szobornál teszik le áldozataikat, amelyik születésük napját felügyeli. (A szerdát kétfelé osztották, ezért a délelőtthöz és a délutánhoz más-más figura tartozik.) 
A Buddha-ábrázolások mellett számos mitológiai alak is megjelenik a templomokban. Leggyakoribbak a Himavanta erdőség tündérei, a hímnemű kinnarik és a nőnemű kinnarák, akiket felül ember-, alul madártesttel áldott meg a sors, de a további teremtmények között feltűnnek a démonokból és oroszlánokból összegyúrt noraszingok is. 

### Tánc, dráma, színház
- Khon: dobszóval kísért táncos színi előadás
- Lákhon. Alapja a női báj és ügyesség. Az előadás jellegzetes részét képezik az aranyozott kosztümök, a rengeteg díszítés, amely felülmúlja többi thai színházi műfajt. A táncos sok szem- és kézmozgásával érzelmeket közvetít, valamint a történet alakulását jelzi. A témák a Ramakienből származnak.
- Lí-khé. Az élő színház legnépszerűbb típusa, előadásait főleg vásárokon, falusi ünnepeken láthatjuk. A szórakoztató előadáshoz hozzátartozik a klasszikus- és népzene, a színpompás kosztümök, a helyzetkomikum, a melodráma és a burkolt erotikus megjegyzések. Gyakran politikai szatíra és éles társadalomkritika megjelenítője. A lí-khe déli változata a manorá.
  - A manorá (manorah), amely nora néven is ismert, a legősibb thai táncdarab. Az alaptörténete némileg hasonlít a Rámájanára. Akárcsak a lí-khe esetében, az előadók rögtönzött, humoros, verses megjegyzéseket fűznek a darabhoz.[6]
- Ram vong. A körtánc Thaiföld egyik legnépszerűbb hagyományos tánca, templomokban, vásárokon és fesztiválokon adják elő. A táncosok kecses kar- és kézmozdulatokkal fejezik ki az érzelmeiket.[4]
- Árnyjáték vagyis nang. Ma már ritkán látható, de egykor a szórakoztatás legkedveltebb formája volt Dél-Thaiföldön.
- A hun luang bábjáték az egyik legrégebbi, ugyanakkor legritkábban előadott műfaj.

### Zene

#### Hagyományos zene
A hagyományos zenekar neve pí-pat (thai: ปี่พาทย์). Más klasszikus zenekar a krüeng-szaj (thai: วงเครื่องสาย, jelentése vonószenekar), amely főleg vonós hangszerekből; hegedűből, citerából, fuvolából, kézi dobból, cintányérokból tevődik össze.
Hagyományos hangszerek:
- pí (thai: ปี่), egy fafúvós, nádnyelves eszköz, amely egy hasonló indiai hangszer rokona. Többféle fajtája ismert.
- pin (พิณ) egy gitárhoz hasonló húros hangszer
- ranatek (ระนาดเอก) egyféle xilofon bambuszbillentyűkkel
- khong-vong-jaj (ฆ้องวงใหญ่) kör alakban elrendezett csengettyűkből áll
- ta-pon (ตะโพน) : kétfejű kézi dob.

A zenei motívumok régóta jelen vannak a khon, lakhon és li-khe előadásain, a thai bokszmeccseken kisebb zenekarokat alkalmaznak a megnyitóhoz. Háttérzenét is szolgáltatnak meccs közben és ez szinte szürreális színezetet ad a verekedésnek.

#### Modern zene
A modern thai zene egyik képviselője Sek Loso rockénekes. További híres rockzenekar a Carabao. Az együttes elegyét adja a heavy metalnak és a thai klasszikus zenének.
A thai fiatalok között népszerűek a szerelmes dalokat éneklő helyi fiúzenekarok.

### Filmművészet
- Sahamongkol Film International

### Kézművesség
- Kerámia. Thaiföldön többféle kerámiát állítanak elő, köztük a pazar, zöld mázas cserepeket. Az egyik legfinomabb fajta és gazdagon díszített pencsarong, melynek előállítását a kínai Ming-dinasztia idején (1386-1644) kezdték. A pencsarong hagyományos mintákat alkalmaz, összefonódó virágaihoz öt színt (piros, zöld, sárga, kék, fehér) használ. Különféle edények, vázák és étkészletek készülnek így.
- Lakkozott tárgyak. Az észak-thaiföldi lakkozott tárgyak két fajtája: fekete-arany és matt vörös fekete vagy zöld mintával.
- Gyöngyház berakás. Tálcákon, különféle dobozokon és klasszikus jeleneteket ábrázoló táblákon alkalmazzák.
- Niellómunkák. Nakhon Szi Thammarat volt a niellótárgyak előállításának a központja évszázadokon át. A mesterség az utóbbi időben délen és országszerte is újjáéledt.
- Selyemszövés. A csillogó, kézzel szőtt thai selyem a világ legjobb minőségű selymeihez tartozik és a divattervezők kedvence.[7]
- Fafaragás.

## Vallás

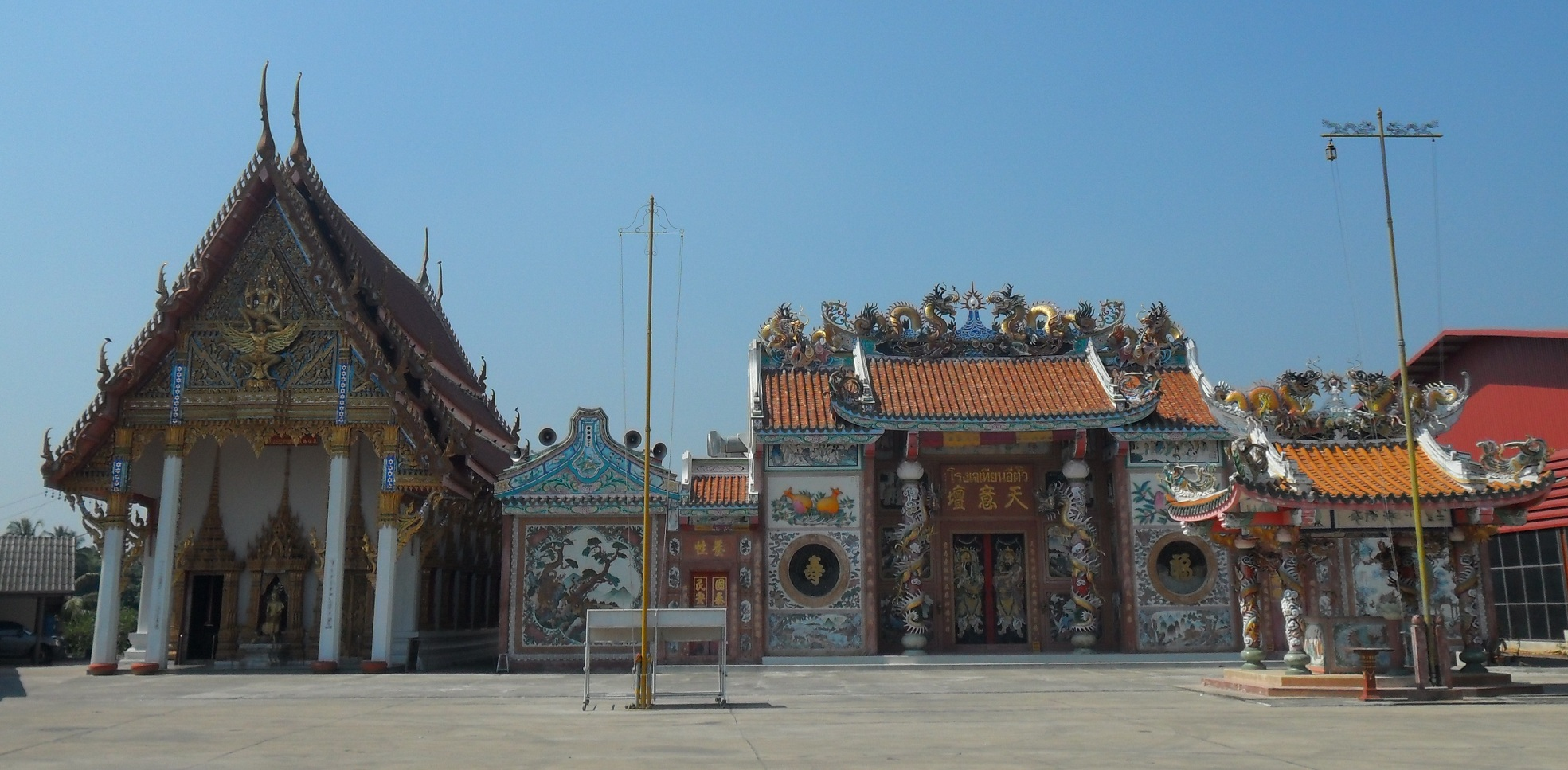
Théraváda thai buddhista templom (balról) és kínai templom (jobbról) Tha Nat, Ratcsaburi tartomány

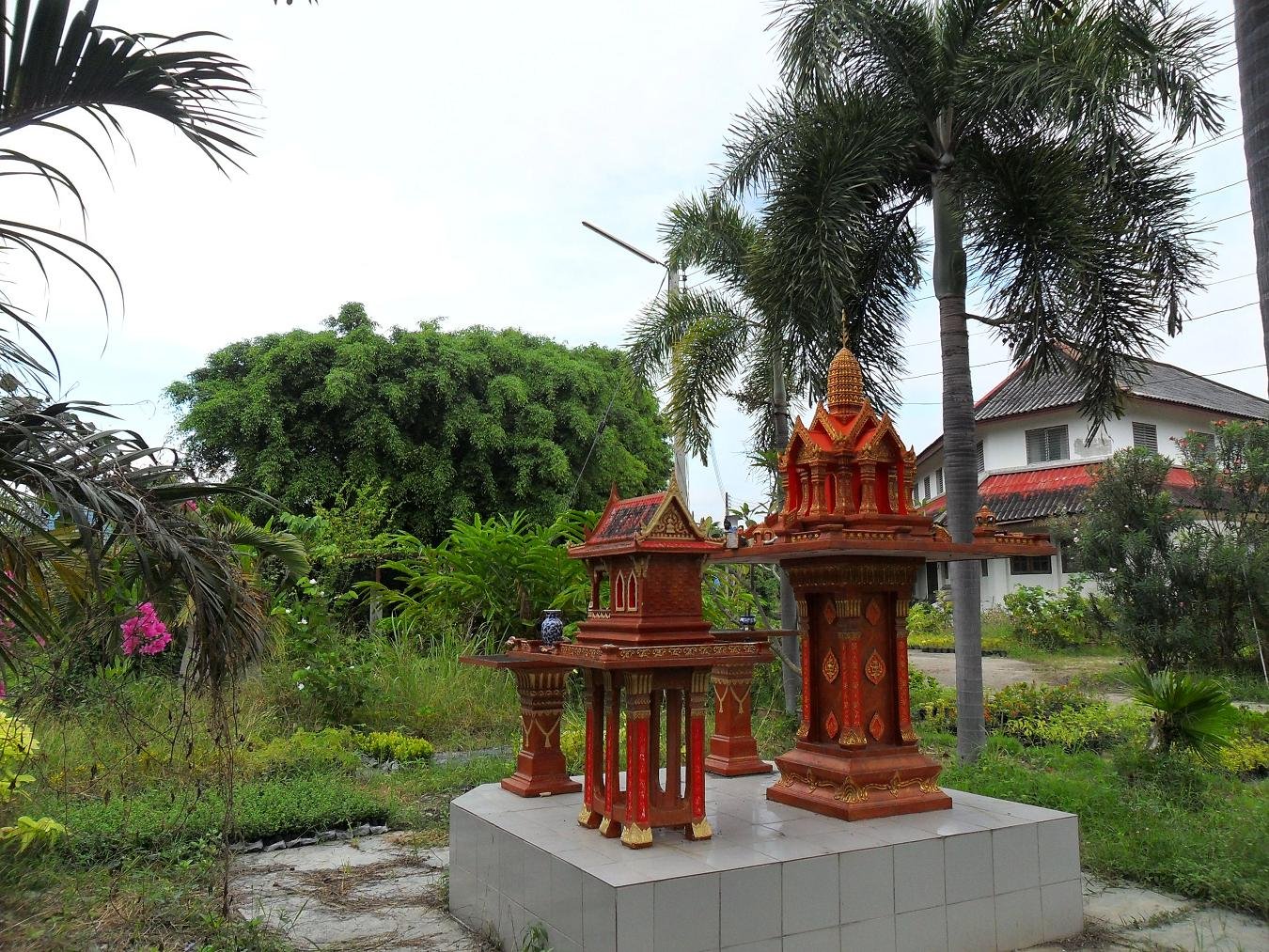
A szellemházak (az előtérben). A legtöbb buddhista háznál alkalmazzák

Thaiföld lakóinak közel 95% -ban buddhista, elsősorban a théraváda iskola (amely magában foglalja a Thai erdei hagyomány, a Dhammajuttika rendet és Santi Asoke (thai: สันติอโศก) szektát), valamint a mahájána iskola ismeretlen számú kisebbségéhez tartozik. Ezen kívül Thaiföldön vannak muszlimok (5–6 százalék), keresztények (1 százalék) és más vallások is jelentéktelen kisebbségben.

### Szerzetesek
A thaiföldi théraváda buddhizmust a kormány támogatja és felügyeli, a szerzetesek számos kormányzati előnyt élveznek, például a tömegközlekedés ingyenes használatát, lakhatást a templom körül, illetve a közösség napi ételadományokkal tartja el őket. A szerzetesek nem vállalhatnak hivatalos munkát.
Az ország kb. 32 ezer kolostortemplománál mintegy 200 ezer (teljes– és részidős/ideiglenes) szerzetes él és kb. 85 ezer srámanera (szerzetesnövendék), az év legnagyobb részében. Ez a szám azonban az „esős évszaki elvonulás” alatt kb. 300 ezer szerzetesre növekszik, plusz kb. 100 ezer srámanera van ilyenkor.

### Szellemházak
A thaiföldi buddhizmust erősen befolyásolják az ősi, szellemekkel kapcsolatos hagyományos hiedelmek, amelyeket beépítettek a buddhista kozmológiába. A legtöbb thaiföldi ember ún. szellemházat épít (thai: ศาล พระภูมิ), miniatűr házat a lakóházukon kívül, hogy helyettesítő otthont adjanak nekik, hogy ott kívül éljenek, mert nézetük szerint azok így nem fogják szükségét érezni a ház vagy az épület kísértésére.

### A múlt
A théraváda buddhizmus megjelenése előtt az indiai brahmanizmus és a mahájána buddhizmus voltak jelen Thaiföldön. Mindkét tradíció hatása továbbra is megfigyelhető a mai thai folklórban. A brahmanista szentélyek fontos szerepet játszanak a thaiföldi népi vallásban, és a mahájána buddhista befolyást tükrözik olyan személyek jelenléte, mint Lókitésvara, a bódhiszattva Avalókitésvara egyik formája, amelyet időnként beépítenek Thaiföld ikonográfiájába.

## Illemtan, szokások
- Az országban két dolog igazán szent: a vallás és a királyi család.
  - A legnagyobb tisztelettel kezeljük a Buddha-ábrázolásokat. Ne érintsük meg a Buddhát ábrázoló szobrokat és képeket, de még a Buddhát ábrázoló tetoválásokat is jobb eltakarni.[13]
  - Soha ne mondjunk vagy tegyünk olyat, ami a királyi családdal szemben tiszteletlenség gyanánt hathat.
- Nők soha nem érinthetnek meg egy buddhista szerzetest és kézfogást sem kezdeményezhetnek velük.
- Tisztelettel lépjünk be egy templomba. Belépés előtt le kell venni a lábbelit.
- A láb és lábfej a test legalacsonyabb része (spirituálisan és fizikailag is). Talpunkkal soha ne mutassunk se egy thaiföldi ember felé, se a királyi család vagy Buddha-szobor, -kép felé. Senkihez ne érjen hozzá szándékosan a lábával.
- Hasonlóan a fejet a test legmagasabb részének tekintik. Ne érintsük meg senkinek a fejét, még egy kisgyerekét sem. Ne is adjunk át senki feje felett semmit. Ne üljünk rá az alváshoz fenntartott párnákra sem. Ez szintén a fej megérintéséhez tartozó tabuk része.
- Sortot, ujjatlan pólót és egyéb tengerparti viseletet csak sportoláshoz tartanak illendő viseletnek. Ilyen öltözékben ne menjünk kormányhivatalokba, templomba.
- Ne mutassuk ki nyíltan, ha dühösek vagyunk. A thaiföldiek mélységesen elítélik az ilyen fajta viselkedést. Soha ne emeljük fel a hangunkat.
- Ne veregessük meg egy thaiföldi hátát vagy karját, még akkor sem, ha kedveskedésnek szánjuk.
- Ne támaszkodjunk egy olyan szék támlájára, amelyen ül valaki. Ez sérti a thaiföldieket.
- A lábak átvetése egymáson sértésnek hathat, főleg ha egy idősebb személy is jelen van.

Az országban jellemző az esti zaj, ricsaj, hangos zeneüvöltetés. A thaiok a csendet szomorúnak tartják, ami a halottakra jellemző.
Rengeteg az utcán és a templomkörzetekben élő kutya van, mert nincsenek sintérek, akik befogják őket, a lakosság pedig eteti is őket a buddhista maitrí elv alapján, amely jószándékot, kedvességet ír elő valamennyi érző lény felé.
A thaiok a konfliktuskerülés hívei, ezért kerülik az összeütközéseket és nem szívesen hoznak másokat kellemetlen helyzetbe. Az igazi konfliktuskerülő nem beszél szomorú témákról a hétköznapi társalgás során, és ha problémát érzékelnek a másik ember életében, általában nem szólnak egy szót sem, amíg a másik nem panaszkodik vagy nem kér segítséget. A kívülálló szemében érzéketlenségnek tűnhet, amikor a thaiok nevetnek a kisebb baleseteken - amikor valaki megbotlik vagy elesik - valójában azonban az incidens szenvedő alanyát kímélik. Ez a thai mosoly másik forrása - a mosoly a lehető legjobb konfliktuskerülés minden helyzetben.

## Gasztronómia

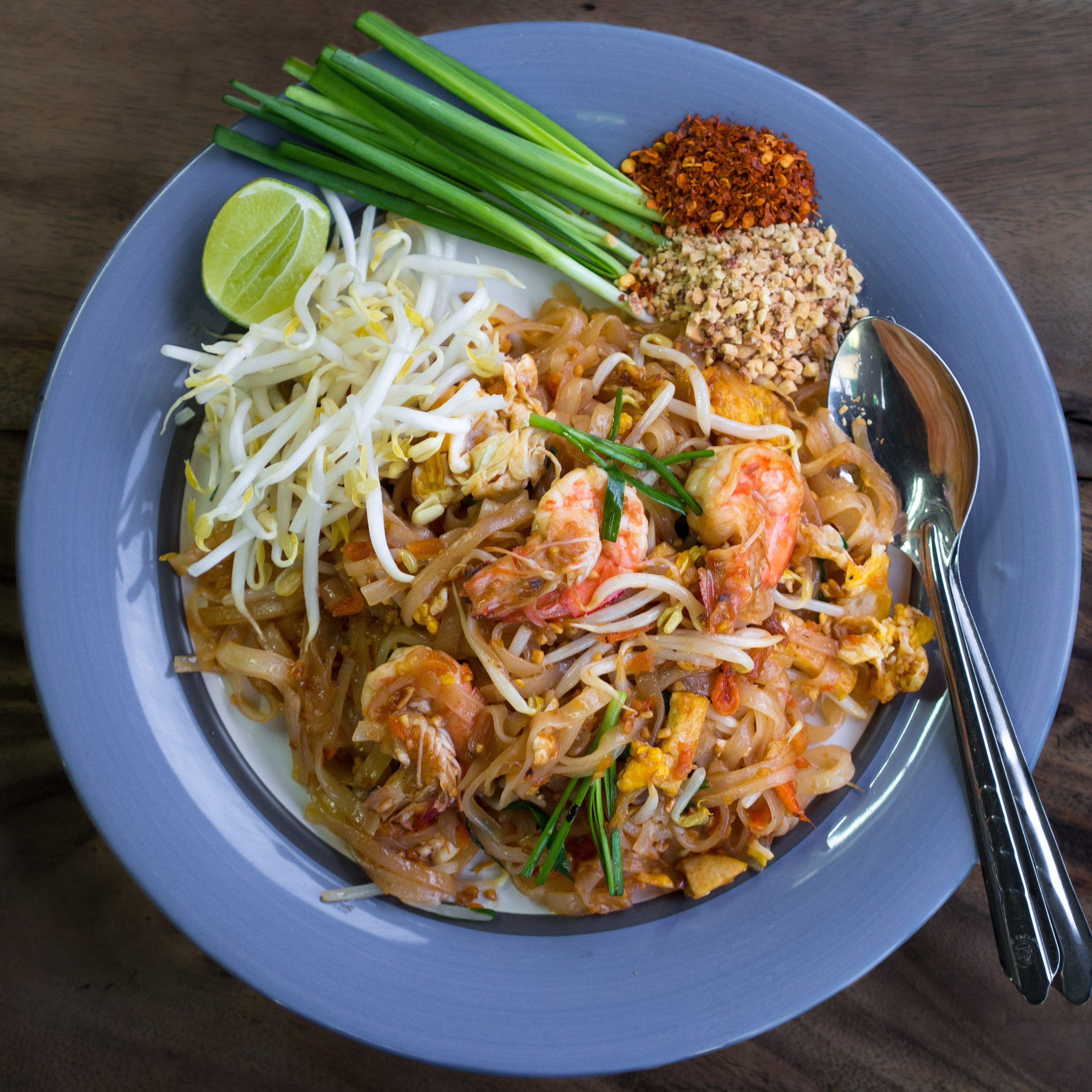
phat thaj

Sziámot soha nem igázták le, így az a tény, hogy a helyi ételek többféle, nevezetesen az indiai, a kínai és az indonéz konyha keverékére hasonlítanak, az ősi kereskedelmi kapcsolatoknak köszönhető. A thai ételeket legjobban a nouvelle cuisine ázsiai változataként jellemezhetjük. A francia főszakácstól eltérően azonban (akinek fogásai mártásban úsznak), a thai szakács külön tálban szolgálja fel a szószt, amibe az ételt mártogatják. Ahogy a nouvelle cuisine-ben is, a látvány ugyanolyan fontos, mint az íz. A thai konyha röviden jellemezve aromás, azaz fűszeres: sós, savanyú, édes és időnként nagyon erős. 
A thai ételek készítésénél előszeretettel használják a csilit, több mint egy tucat fajtáját. A további ízeket a citromlé, citromfű, a friss koriander, bazsalikom, gyömbér, fekete bors, fokhagyma, tamarindlé, galangagyökér, kókusztej adja. Az ételek többsége friss alapanyagokból készül: zöldségből, halból, szárnyasokból, sertéshúsból. A tengerpart vidékén pedig a tenger gyümölcseiből is. Só helyett gyakran szardellából készült hallevet, szószt, vagy rákkrémet használnak.
A thai "enni" szó pontos szó szerinti jelentése: "rizst enni" (kin káo). Rizst szinte a legtöbb étkezéshez esznek, de finomabb tájjellegű eltérések lehetnek. Délen például az ételek csípősebbek. A tengeri ételek alapján sok a hasonlóság a maláj konyhával. Az északiak az enyhébb, egyszerűbb fogásokat részesítik előnyben. Itt sokkal kocsonyásabb "ragacsos rizs"t esznek, ellentétben a párolt rizzsel.
A thaioknál népszerű a kínai konyha is. A thai reggelin is érezhető a kínai konyha hatása. Az ebéd általában könnyű egytálétel: sült rizs, curry és rizs vagy zöldséges tészta. A vacsora leves és legalább öt különböző fogás. Thaiföldön az étkezésnek nincsenek merev szabályai. A különböző fogásokat együtt szolgálják fel. A levest lehet az étkezés előtt, alatt és után is fogyasztani. Bármilyen sorrendben vehetünk egy falatot ebből is, abból is. Régen a thaiok kézzel ettek. Ma is gyakran látni az átlagembert, ahogy kézzel teszi a falatot a szájába. A ma használatos késről és villáról azt tartják, hogy V. Rama (1868–1910) vezette be.
A hagyományos thai italok alapja az utcai árusok présével készült friss gyümölcslé, melyhez általában jeget és egy kevés cukorszirupot turmixolnak. Ezek a gyümölcslé-árusok sokfelé megtalálhatók. A helyi sör, a singha olyan, mint a világos sör, a kloster könnyű és édes sör.

## Fordítás
- Ez a szócikk részben vagy egészben  a   Culture of Thailand című angol Wikipédia-szócikk fordításán alapul.  Az eredeti cikk szerkesztőit annak laptörténete sorolja fel. Ez a jelzés csupán a megfogalmazás eredetét és a szerzői jogokat jelzi, nem szolgál a cikkben szereplő információk forrásmegjelöléseként.